# Mont-Bonvillers
Pour les articles homonymes, voir Mont et Bonvillers.
Mont-Bonvillers [mɔ̃ bɔ̃vile] est une commune française située dans le département de Meurthe-et-Moselle en région Grand Est.

## Géographie
| Murville | Malavillers     |                 |
|          | Mont-Bonvillers | Anderny         |
| Landres  |                 | Mairy-Mainville |

### Hydrographie

#### Réseau hydrographique
La commune est traversée par la ligne de partage des eaux entre les bassins versants du Rhin et de la Meuse au sein du bassin Rhin-Meuse. Elle est drainée par le ruisseau le Woigot,.
Le Woigot, d'une longueur de 21 km, prend sa source dans la commune  et se jette  dans l'Orne à Auboué, après avoir traversé sept communes.

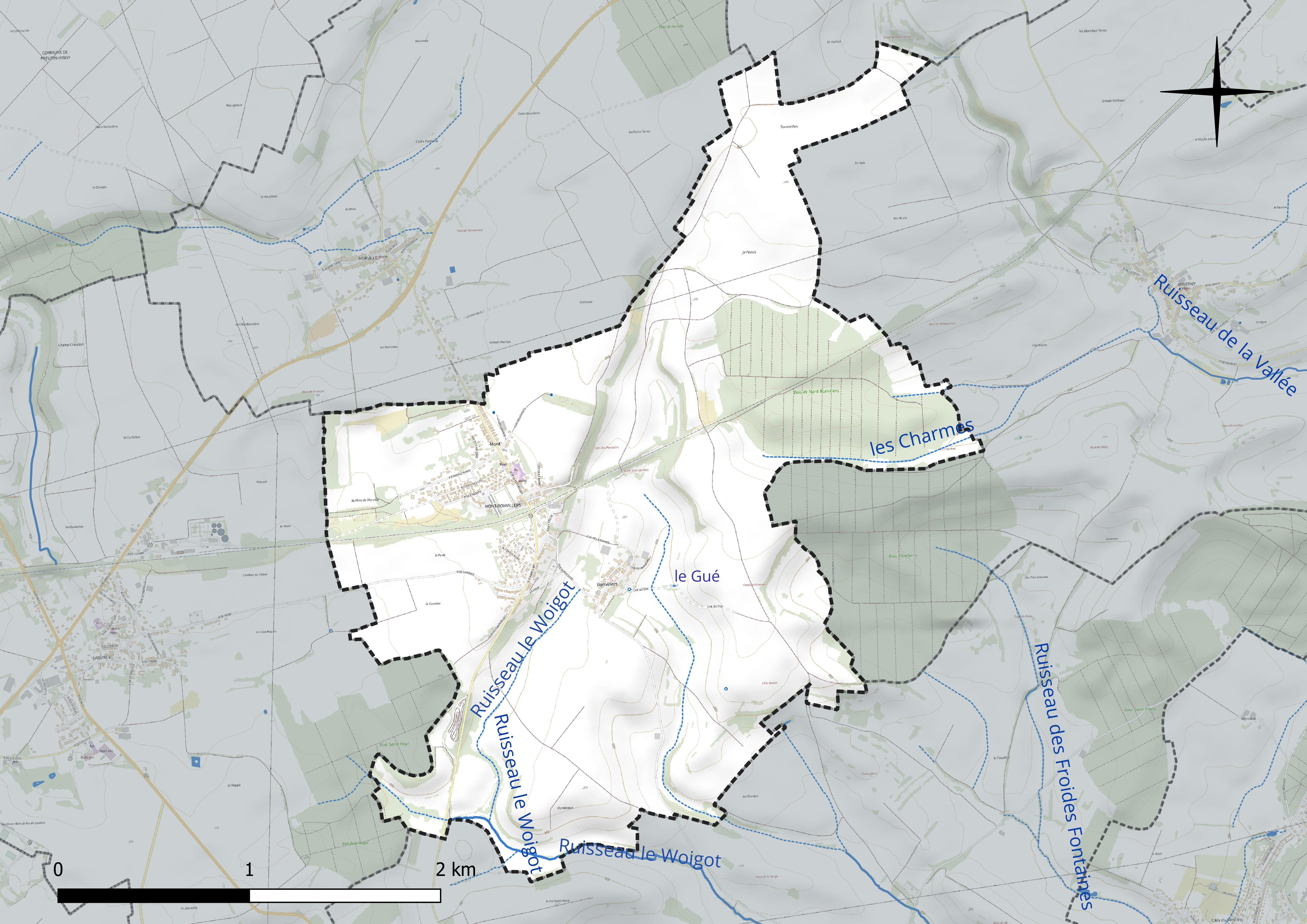
Réseau hydrographique de Mont-Bonvillers.

Un plan d'eau complète le réseau hydrographique : le Gué (0 ha),.

#### Gestion et qualité des eaux
Le territoire communal est couvert par le schéma d'aménagement et de gestion des eaux (SAGE) « Bassin ferrifère ». Ce document de planification concerne le périmètre des anciennes galeries des mines de fer, des aquifères et des bassins versants hydrographiques associés qui s’étend sur 2 418 km2. Les bassins versants concernés sont celui de la Chiers en amont de la confluence avec l'Othain, et ses affluents (la Crusnes, la Pienne, l'Othain), celui de l'Orne et ses affluents et celui de la Fensch, le Veymerange, la Kiesel et les parties françaises du bassin versant de l'Alzette et de ses affluents (Kaylbach, ruisseau de Volmerange). Il a été approuvé le 27 mars 2015. La structure porteuse de l'élaboration et de la mise en œuvre est la région Grand Est.
La qualité des cours d’eau peut être consultée sur un site dédié géré par les agences de l’eau et l’Agence française pour la biodiversité.

### Climat
Pour des articles plus généraux, voir Climat du Grand Est et Climat de Meurthe-et-Moselle.
En 2010, le climat de la commune est de type climat de montagne, selon une étude du Centre national de la recherche scientifique s'appuyant sur une série de données couvrant la période 1971-2000. En 2020, Météo-France publie une typologie des climats de la France métropolitaine dans laquelle la commune est exposée à un climat semi-continental et est dans la région climatique  Lorraine, plateau de Langres, Morvan, caractérisée par un hiver rude (1,5 °C), des vents modérés et des brouillards fréquents en automne et hiver.
Pour la période 1971-2000, la température annuelle moyenne est de 9,3 °C, avec une amplitude thermique annuelle de 16,1 °C. Le cumul annuel moyen de précipitations est de 870 mm, avec 13,1 jours de précipitations en janvier et 9,4 jours en juillet. Pour la période 1991-2020, la température moyenne annuelle observée sur la station météorologique de Météo-France la plus proche, « Rouvres-en-woevre », sur la commune de Rouvres-en-Woëvre à 16 km à vol d'oiseau, est de 10,8 °C et le cumul annuel moyen de précipitations est de 668,3 mm. 
La température maximale relevée sur cette station est de 40,2 °C, atteinte le 24 juillet 2019 ; la température minimale est de −15,4 °C, atteinte le 7 février 2012,,.
Les paramètres climatiques de la commune ont été estimés pour le milieu du siècle (2041-2070) selon différents scénarios d'émission de gaz à effet de serre à partir des nouvelles projections climatiques de référence DRIAS-2020. Ils sont consultables sur un site dédié publié par Météo-France en novembre 2022.

## Urbanisme

### Typologie
Au 1er janvier 2024, Mont-Bonvillers est catégorisée bourg rural, selon la nouvelle grille communale de densité à sept niveaux définie par l'Insee en 2022.
Elle est située hors unité urbaine et hors attraction des villes,.

### Occupation des sols
L'occupation des sols de la commune, telle qu'elle ressort de la base de données européenne d’occupation biophysique des sols Corine Land Cover (CLC), est marquée par l'importance des territoires agricoles (81,8 % en 2018), une proportion identique à celle de 1990 (81,8 %). La répartition détaillée en 2018 est la suivante : 
terres arables (72,6 %), forêts (11 %), zones urbanisées (7,2 %), zones agricoles hétérogènes (5,2 %), prairies (4 %). L'évolution de l’occupation des sols de la commune et de ses infrastructures peut être observée sur les différentes représentations cartographiques du territoire : la carte de Cassini (XVIIIe siècle), la carte d'état-major (1820-1866) et les cartes ou photos aériennes de l'IGN pour la période actuelle (1950 à aujourd'hui).

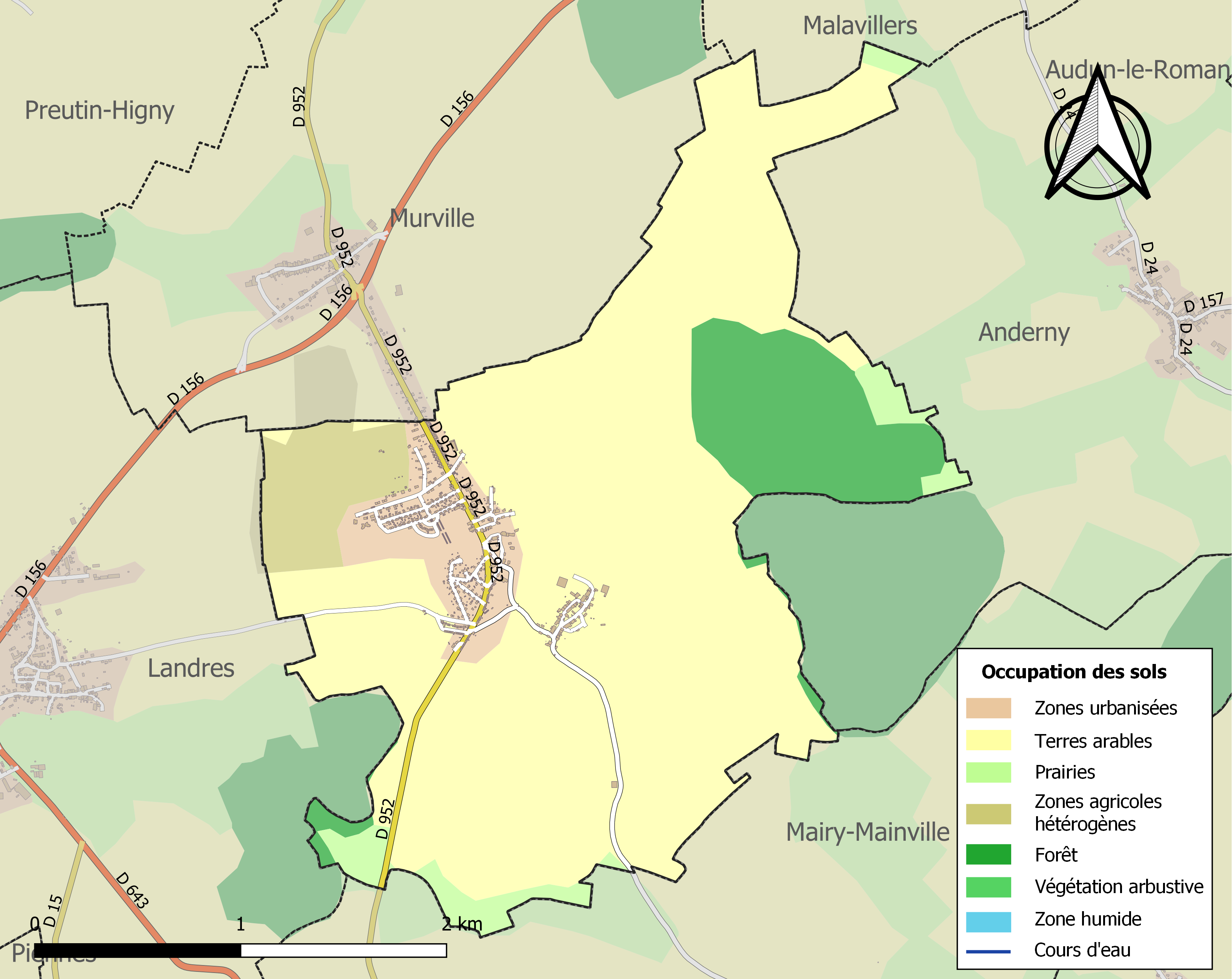
Carte des infrastructures et de l'occupation des sols de la commune en 2018 (CLC).

## Toponymie
Le nom de la localité est attesté sous les formes Bonviller (1269) ; Bonvilliers (1291) ; Bonvillare (1293) ; Bauvillers (1689) ; Bonwiller (XVIIIe siècle) ; Bonvillé (1756) ; Bonvillers-en-Voivre (1779) ; Bouvillers (1793), Bonviller (1801), Bonvillers-Mont (sans date), Mont-Bonvillers (1952).

Mont est l'ancien hameau de la commune, attesté sous la forme Le Mont en 1689.

## Histoire
Villages de l'ancienne province du Barrois. Les chartes d'affranchissement de Mont et de Bonvillers ont été confirmées en 1493. En 1701, ils ne comptaient respectivement que 10 et 14 habitants. En 1844, Mont fut démembré de la commune de Landres, et rattaché à Bonvillers en 1847. En 1877, il n'y avait encore que 240 habitants.

## Politique et administration
| Période                                  | Période  | Identité       | Étiquette | Qualité      |
| ---------------------------------------- | -------- | -------------- | --------- | ------------ |
| Les données manquantes sont à compléter. |          |                |           |              |
| mars 2001                                | En cours | Robert Clesse, |           | Ancien cadre |

## Démographie
L'évolution du nombre d'habitants est connue à travers les recensements de la population effectués dans la commune depuis 1793. Pour les communes de moins de 10 000 habitants, une enquête de recensement portant sur toute la population est réalisée tous les cinq ans, les populations de référence des années intermédiaires étant quant à elles estimées par interpolation ou extrapolation. Pour la commune, le premier recensement exhaustif entrant dans le cadre du nouveau dispositif a été réalisé en 2004.

En 2022, la commune comptait 940 habitants, en évolution de −0,95 % par rapport à 2016 (Meurthe-et-Moselle : −0,13 %, France hors Mayotte : +2,11 %).
| 1793 | 1800 | 1806 | 1821 | 1836 | 1841 | 1861 | 1866 | 1872 |
| ---- | ---- | ---- | ---- | ---- | ---- | ---- | ---- | ---- |
| 194  | 154  | 168  | 242  | 174  | 176  | 250  | 254  | 240  |

| 1876 | 1881 | 1886 | 1891 | 1896 | 1901 | 1906 | 1911 | 1921 |
| ---- | ---- | ---- | ---- | ---- | ---- | ---- | ---- | ---- |
| 244  | 239  | 221  | 203  | 195  | 170  | 473  | 737  | 429  |

| 1926  | 1931  | 1936  | 1946  | 1954  | 1962  | 1968  | 1975  | 1982  |
| ----- | ----- | ----- | ----- | ----- | ----- | ----- | ----- | ----- |
| 1 309 | 1 923 | 1 576 | 1 483 | 1 632 | 1 795 | 1 064 | 1 241 | 1 081 |

| 1990  | 1999 | 2004 | 2006 | 2009  | 2014 | 2019 | 2022 | - |
| ----- | ---- | ---- | ---- | ----- | ---- | ---- | ---- | - |
| 1 010 | 955  | 950  | 960  | 1 011 | 963  | 945  | 940  | - |

## Culture locale et patrimoine

### Lieux et monuments

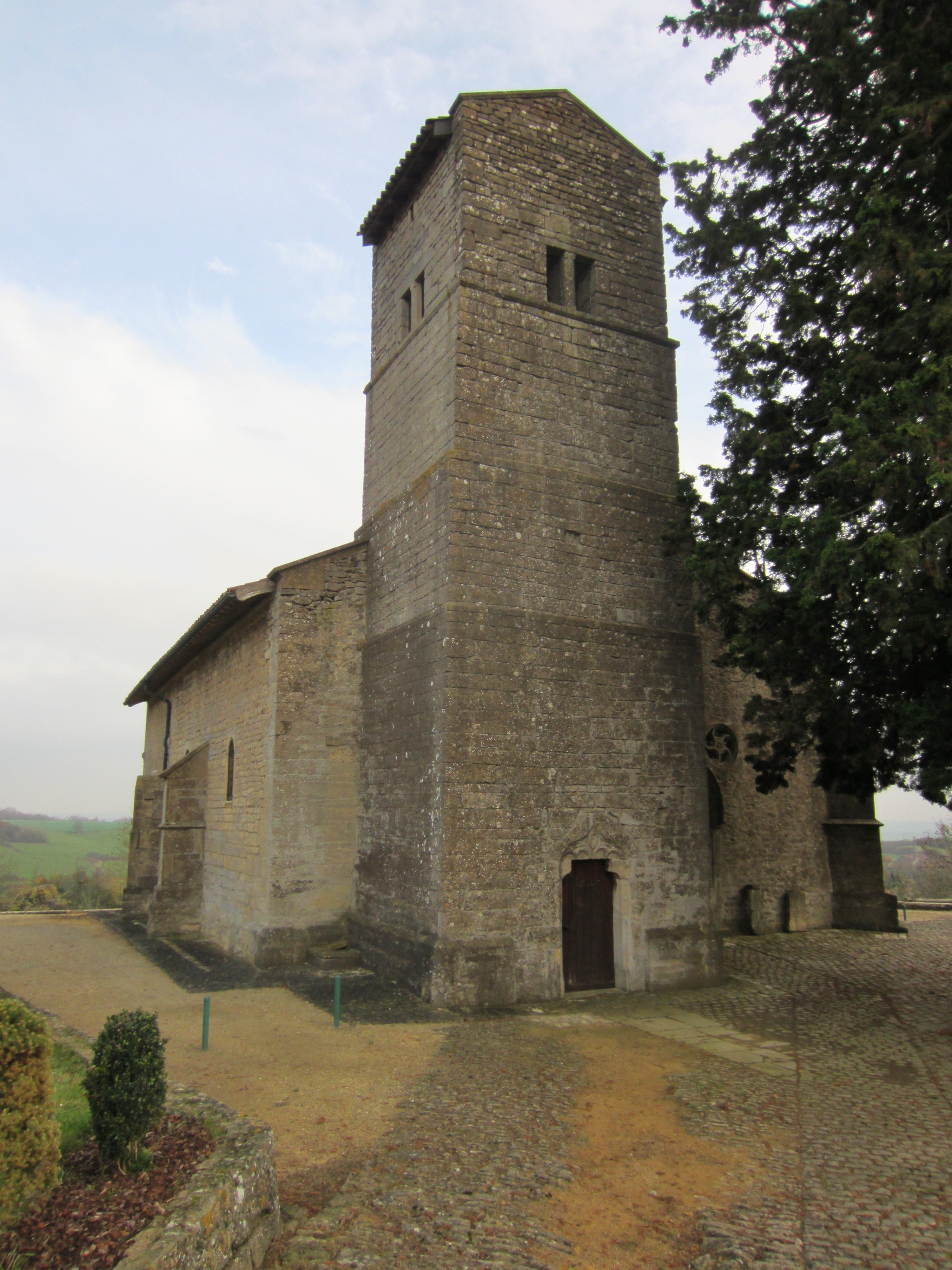
Église paroissiale Saint-Julien à Mont.

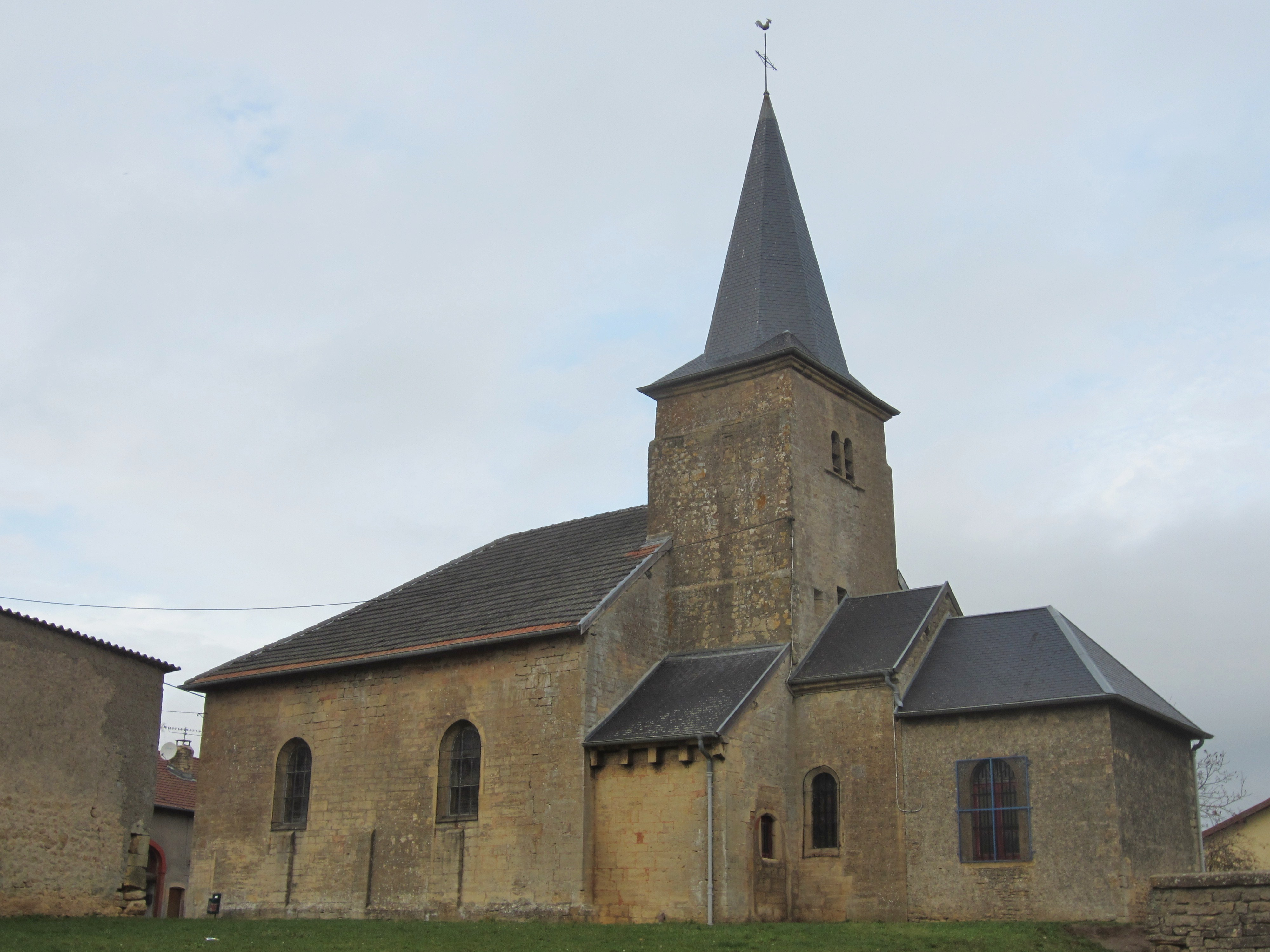
Église Saint-Étienne-et-Saint-Thibault de Bonvillers.

- Église paroissiale Saint-Julien-de-Brioude à Mont construite en plusieurs étapes au cours du XIIe siècle, dont il subsiste la tour clocher hors-œuvre en façade et les murs sud et est de la nef et du chœur ; agrandie au XVe siècle par l'adjonction d'un vaisseau au sud et revoûtée, à l'exception du chœur, qui a conservé son voûtement d'origine et des deux premières travées du vaisseau sud qui le seront au XVIe siècle ; les voûtes se sont écroulées lors des bombardements de 1914, 1918 et l'édifice a été restauré en 1946, 1947. L'église est classée monument historique par arrêté du 27 janvier 1933[26].
- Église Saint-Étienne-et-Saint-Thibault de Bonvillers construite au XIIe siècle dont il subsiste la partie basse de la nef, le chœur et la tour ; élévation occidentale construite au XVe siècle nef exhaussée en 1758, date portée, en même temps que la porte d'entrée et les fenêtres de la nef sont repercées. L'église sauf la sacristie est inscrite au titre des monuments historiques par arrêté du 9 septembre 1992[27].
- Chapelle à Mont-Bonvillers, située CV O.2, construite en 1814.

### Personnalités liées à la commune
1. Stéphane Brezniak (1927 - 2018), footballeur au FC Nancy, né à Mont-Bonvillers.
2. François-Georges (De) Sponville (1776-1822), né à Mont-Bonvillers, fils de François-Rémy (De) Sponville (1749-1808) et de Ursule Marguerite Le Moine (vers 1751-1785). Émigré en novembre 1791 avec son père, il combattit en tant que gendarme d'ordonnance en 1792 dans l'armée des Princes, puis dans l'armée autrichienne de 1793 à 1810 (devenu entretemps capitaine en 1805), où il fut licencié du service. Reprenant du service dans l'armée française en juin 1811 (toujours comme capitaine), il combattit jusqu'en 1814 dans le 128e régiment d'infanterie de ligne. Bloqué au siège de Custrin (1813-1814), il ne rentra en France que sous la Restauration après l'abdication de l'Empereur. Il passe alors au 57e régiment d'infanterie de ligne, devenu 53e par l'organisation du 16 juillet 1814. Durant les Cent-Jours (mars-juin 1815), il est écarté et envoyé au dépôt de son régiment sur dénonciations pour fortes suspicions royalistes. Il est nommé Capitaine à la légion de Seine et Marne le 13 janvier 1816 par ordonnance du Roy, et muté à celle de la Moselle le 16 janvier. Il meurt le 6 mars 1822 à Arras, en garnison, au 27e régiment d'infanterie de ligne. Il fut décoré de la légion d'honneur et de la croix de St Louis[28].

### Héraldique
| Blason de Mont-Bonvillers | Blason  | Parti : au premier d'azur à l'église d’argent ouverte et maçonnée de sable, posée sur un mont de sinople ouvert d'argent, au second mi-parti de gueules à la croix d'argent. |
| Blason de Mont-Bonvillers | Détails | Les deux localités de Mont et de Bonvillers sont représentées par les deux parties du blason. L'église datant de l'époque romane est située sur un mont, point culminant du pays et nom de la commune. Ce mont est ouvert pour symboliser les galeries de mines de fer. La croix d'argent sur fond de gueules représente les armes de la famille d'Apremont seigneur du lieu pendant le Moyen-Âge Le statut officiel du blason reste à déterminer. |